# Трики, Яссер
Яссер Трики (араб. ياسر تريكي‎; род. 24 марта 1997, Константина) — африканский легкоатлет, представляющий Алжир, который специализируется в тройном прыжке и в прыжках в длину, участник летних Олимпийских игр 2020 года, серебряный призёр чемпионата мира 2024 года в залах, чемпион Африканских игр 2019 года, призёр чемпионатов Африки, серебряный призёр летней Универсиады 2017 года.

## Карьера
Трики несколько раз обновлял национальный рекорд Алжира в тройном прыжке и был первым алжирцем, прыгнувшим за отметку в 17 метров.
На летней Универсиаде в 2017 году он завоевал серебряную медаль в прыжках в длину. В 2018 году стал бронзовым призёром чемпионата Африки в тройном прыжке.
В 2019 году принял участие в Африканских играх в Марокко, где в секторе для тройного прыжка стал серебряным призёром, а в прыжках в длину одержал победу с результатом 8,01 метра.
Трики прошел квалификацию на летние Олимпийские игры 2020 года. В 2021 году в Токио на стал пятым в тройном прыжке с результатом 17,43 метра.
В 2022 году на чемпионате Африки он завоевал бронзовую медаль в секторе тройного прыжка. В этом же году победил на Средиземноморских играх.
В 2024 году стал обладателем серебряной медали на чемпионате мира в закрытых помещениях, в Глазго.

## Основные результаты
| Год  | Соревнование                      | Место проведения   | Место | Результат        |
| ---- | --------------------------------- | ------------------ | ----- | ---------------- |
| 2017 | Универсиада                       | Тайбэй, Тайвань    | 2     | 7,96 м, длина    |
| 2018 | Чемпионат Африки                  | Асаба, Нигерия     | 3     | 16,78 м, тройной |
| 2019 | Африканские игры                  | Рабат, Марокко     | 1     | 8,01 м, длина    |
| 2019 | Африканские игры                  | Рабат, Марокко     | 2     | 16,71 м, тройной |
| 2019 | Чемпионат мира по лёгкой атлетике | Доха, Катар        | 20    | 16,62 м, тройной |
| 2021 | Олимпийские игры в Токио          | Токио, Япония      | 5     | 17,43 м, тройной |
| 2022 | Чемпионат Африки                  | Порт-Луи, Маврикий | 3     | 16,58 м, тройной |
| 2023 | Чемпионат мира по лёгкой атлетике | Будапешт, Венгрия  | 5     | 17,01 м, тройной |